# هارولد شیپمن
هارولد فردریک شیپمن (۱۴ ژانویه ۱۹۴۶–۱۳ ژانویه ۲۰۰۴)، که در میان آشنایانش به نام فرِد شیپمن شناخته می‌شود، یک پزشک عمومی و قاتل زنجیره‌ای انگلیسی بود. او به عنوان یکی از پرکارترین قاتلان زنجیره‌ای در تاریخ نوین شناخته می‌شود که حدود ۲۵۰ قربانی دارد. در ۳۱ ژانویه ۲۰۰۰، شیپمن در قتل ۱۵ بیمار تحت مراقبت خود مجرم شناخته شد. او به حبس ابد محکوم شد. شیپمن در ۱۳ ژانویه ۲۰۰۴، یک روز قبل از تولد ۵۸ سالگی خود، در سلولش در زندان HM Wakefield , West Yorkshire، خودکشی کرد.

## زندگی شخصی
هارولد فردریک شیپمن در 14 ژانویه 1946 در بست وود استیت، یک ملک شورایی در ناتینگهام، دومین فرزند از سه فرزند به دنیا آمد. پدرش، همچنین هارولد فردریک شیپمن (1914-1985)، راننده کامیون بود. مادرش ورا (نام خانوادگی بریتان؛ 1919-1963) بود. والدین او از طبقه کارگر متدیست های متدین بودند. شیپمن به ویژه به مادرش نزدیک بود که در سن 17 سالگی بر اثر سرطان ریه درگذشت. مرگ او به شیوه ای مشابه آنچه که بعداً به شیوه عمل شیپمن تبدیل شد اتفاق افتاد: در مراحل بعدی بیماری مادرش، به او در خانه توسط یک پزشک مورفین تجویز می‌شد. شیپمن تا زمان مرگ او در 21 ژوئن 1963 شاهد کاهش درد مادرش بود. در 5 نوامبر 1966 با پرایمر می آکستوبی ازدواج کرد. این زوج چهار فرزند داشتند. شیپمن در دانشکده پزشکی لیدز، دانشگاه لیدز در رشته پزشکی تحصیل کرد و در سال 1970 فارغ التحصیل شد.
شیپمن در بیمارستان عمومی Pontefract در Pontefract، West Riding یورکشایر شروع به کار کرد و در سال 1974 اولین موقعیت خود را به عنوان پزشک عمومی (GP) در مرکز پزشکی آبراهام اورمرود در Todmorden به دست آورد. سال بعد، شیپمن در حال جعل نسخه پتیدین(نوعی مسکن قوی) برای استفاده خود دستگیر شد. او 600 پوند جریمه شد و برای مدت کوتاهی در یک کلینیک ترک اعتیاد در یورک حضور یافت. او در سال 1977 به عنوان پزشک عمومی در مرکز پزشکی دانی‌بروک در هاید، منچستر بزرگ، کار کرد. شیپمن در طول دهه 1980 به عنوان پزشک عمومی در هاید به کار خود ادامه داد و در سال 1993 کلینیک خود را در خیابان مارکت 21 تأسیس کرد و به عضوی محترم در جامعه تبدیل شد. در سال 1983، او در یک نسخه از مستند امور جاری تلویزیون گرانادا در مورد چگونگی رفتار با بیماران روانی در جامعه مصاحبه کرد. یک سال پس از محکومیت او به اتهام قتل، این مصاحبه در امشب با ترور مک دونالد دوباره پخش شد. 
در سال 1998، لیندا رینولدز، پزشک عمومی در جراحی بروک در هاید، به جان پولارد، پزشکی قانونی ناحیه منچستر جنوبی، در مورد میزان بالای مرگ و میر در میان بیماران شیپمن ابراز نگرانی کرد. او به‌ویژه نگران تعداد زیاد فرم‌های زنان مسن بود که او خواسته بود آن‌ها را امضا کنند. پلیس نتوانست شواهد کافی برای طرح اتهام پیدا کند و تحقیقات را در 17 آوریل پایان داد. تحقیقات Shipman بعداً پلیس منچستر بزرگ را به انتصاب افسران بی تجربه به این پرونده متهم کرد. پس از بسته شدن تحقیقات، شیپمن سه نفر دیگر را کشت. چند ماه بعد، در ماه اوت، جان شاو راننده تاکسی به پلیس گفت که به شیپمن مظنون است که 21 بیمار را به قتل رسانده است. شاو مشکوک شد زیرا بسیاری از مشتریان سالخورده ای که او به بیمارستان برده بود، در حالی که ظاهراً سلامتی خوبی داشتند، تحت مراقبت شیپمن جان خود را از دست دادند.
```
آخرین قربانی شیپمن کاتلین گراندی، شهردار سابق هاید بود که در 24 ژوئن 1998 جسد در خانه اش پیدا شد. او آخرین کسی بود که او را زنده دید. او بعداً گواهی فوت او را امضا کرد و علت مرگ را کهولت سن ثبت کرد. دختر گراندی، وکیل آنجلا وودراف، هنگامی که وکیل همکار برایان برگس به او اطلاع داد که ظاهراً توسط مادرش وصیت نامه تنظیم شده است، نگران شد.
```

شیپمن در 7 سپتامبر 1998 دستگیر شد و مشخص شد که دارای یک ماشین تحریر برادر از نوع مورد استفاده برای ساخت وصیت نامه جعلی است. نسخه ای برای قتل، کتابی در سال 2000 توسط روزنامه نگاران برایان ویتل و ژان ریچی، پیشنهاد می کند که شیپمن وصیت نامه را جعل کرده است زیرا می خواست دستگیر شود زیرا احساس می کرد زندگی اش از کنترل خارج شده است یا به این دلیل که قصد داشت در 55 سالگی بازنشسته شود و بریتانیا را ترک کند. پلیس سایر مرگ‌هایی را که Shipman تأیید کرده بود، بررسی کرد و 15 مورد نمونه را بررسی کرد. آنها الگویی از تجویز دوزهای کشنده دیامورفین توسط او، امضای گواهی فوت بیماران، و سپس جعل سوابق پزشکی برای نشان دادن اینکه آنها در وضعیت نامناسبی بوده اند، کشف کردند. در سال 2003، دیوید اشپیگلهالتر و همکاران. پیشنهاد کرد که "پایش آماری می‌توانست منجر به زنگ خطری در پایان سال 1996 شود، زمانی که 67 مرگ بیش از حد در زنان بالای 65 سال وجود داشت، در مقایسه با 119 تا سال 1998." این مرگ‌ها تقریباً در همان ساعت از روز (زمانی که شیپمن در بازدیدهای بعد از ظهر خود بود) و در حضور پزشک رخ داد. 